# Tintin
Tintin je glavna oseba iz serije komičnih stripov, ki jih je ustvaril belgijski stripar Herge (umetniško ime Georgesa Remia).
Tintin je mlad časnikar in neutruden popotnik, ki se vedno znova zaplete v kakšne težave, iz katerih pa se prav spretno izmaže. Pri njegovih pustolovščinah ga vedno zvesto spremlja njegov psiček Švrk. Tintinov najboljši prijatelj je nekoliko ciničen kapitan Haddock, ki ga je spoznal v stripu Zlati Rakci. Ko poskuša razrešiti novo uganko, ga vselej moti zmedena detektivska dvojica Petek in Svetek, ki mislita, da sta najboljša na svetu.